# Antoine Brumel

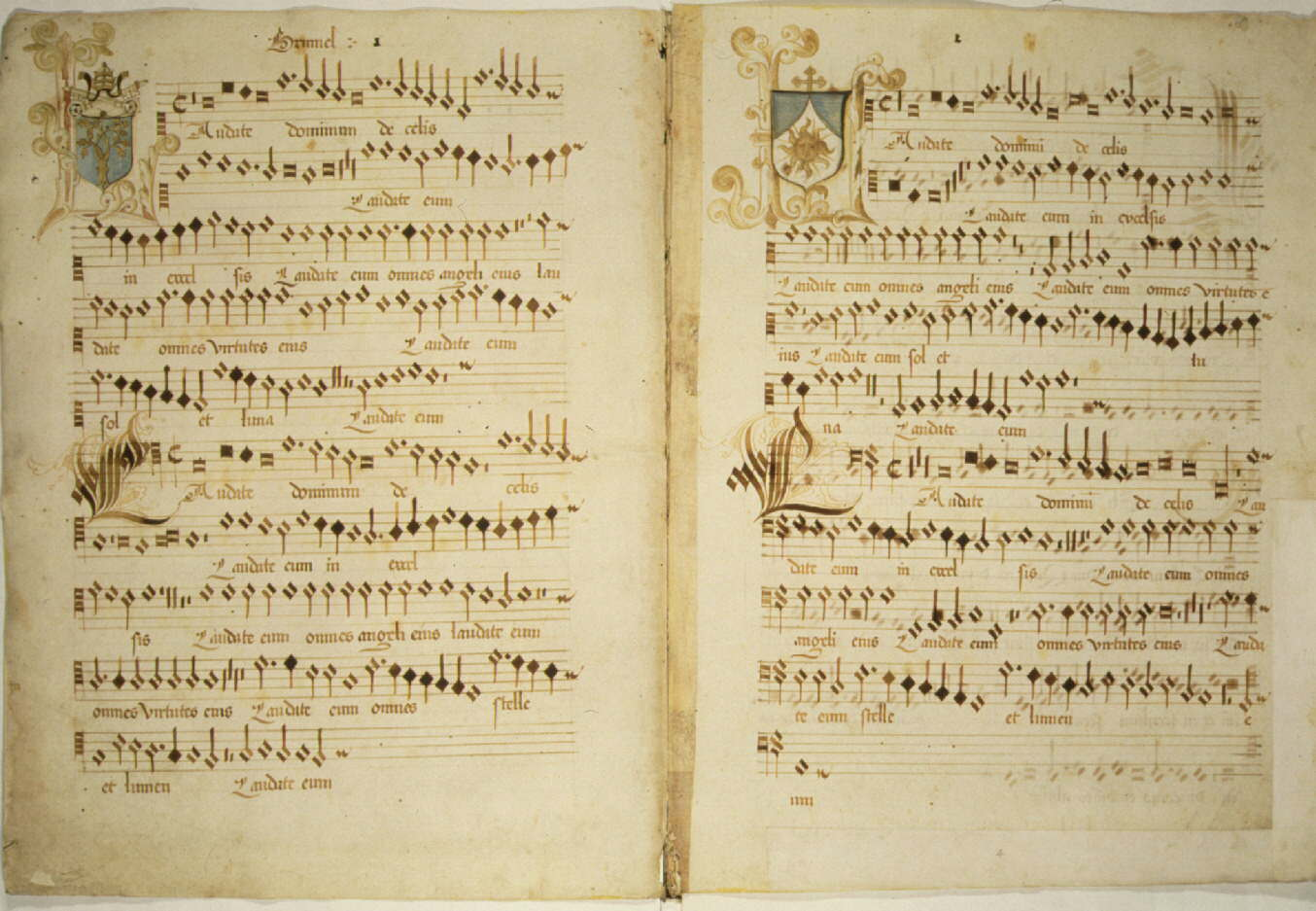
Partitura de Laudate dominum (comienzos del s. XVI) conservada en la Ciudad del Vaticano. Es uno de los primeros ejemplos de motete a partir de un salmo. App. Sist. 42 fols. 3 verso-4 recto music13 NB.34.

Antoine Brumel (ca. 1460-ca. 1520) es un compositor francés de la escuela francoflamenca del Renacimiento.

## Biografía
Discípulo de Josquin des Pres, llegó a alcanzar gran fama como cantante y compositor y su prestigio se mantuvo durante todo el siglo XVI y fue elogiado por Obrecht, Mouton, Morley, Agricola o Glareanus.
Tras trabajar en las catedrales de Ginebra y Laon, se instaló en París, donde fue responsable de la educación de los niños del coro de Notre-Dame hasta 1500. Posteriormente sucedió a Josquin des Pres y a Obrecht en la corte de Ferrara a partir de 1505, bajo Alfonso I de Este.
Fue uno de los primeros compositores en escribir una misa de réquiem polifónica.

## Discografía
- Missa Et ecce terrae motus a 12 voces. Sequentia Dies irae. Huelgas Ensemble, Paul van Nevel, Sony, 1990. Fue la primera grabación discográfica de esta última obra.
- Missa Et ecce terrae motus. The Tallis Scholars, Gimell CDGIM 026.